# Pedicularis wallichii
Pedicularis wallichii är en snyltrotsväxtart som beskrevs av Aleksandr Andrejevitj Bunge. Pedicularis wallichii ingår i släktet spiror, och familjen snyltrotsväxter. Inga underarter finns listade i Catalogue of Life.